# Joe Williams (Îles Cook)
Pour les articles homonymes, voir Joe Williams (homonymie), Joseph Williams (homonymie) et Williams.
Joseph Williams (né le 4 octobre 1934, et mort le 4 septembre 2020) est un homme politique cookien qui fut brièvement Premier ministre de juillet 1999 à novembre 1999.

## Biographie

### Jeunesse et formation
Né en 1936 sur l'île d'Aitutaki, Joe Williams fit ses études primaires dans son île natale. En 1950, il obtint une bourse d'études du gouvernement néo-zélandais lui permettant de poursuivre des études secondaires au Northland College de Kaikohe dans le District du Far North (Nouvelle-Zélande). Il entama en 1955 des études de médecine à l'Otago Medical School de Dunedin. Il y resta cinq années puis fit une année supplémentaire à Christchurch où il obtint son diplôme de médecine. Il compléta ensuite sa formation par une spécialisation en médecine tropicale à l'Université d'Hawaii.

### Carrière politique
De retour aux îles Cook, Joe Williams se présenta aux élections générales de 1972 dans la circoncscription d'Aitutaki. Il y fut élu sous l'étiquette du Democratic Party que venait de fonder son ami et collègue Tom Davis. Deux années plus tard pour les élections de 1974, il se présenta de nouveau à Aitutaki mais cette fois-ci pour le Cook Islands Party. Cela lui permit d'obtenir les portefeuilles de la santé et de l'éducation au sein du gouvernement d'Albert Royle Henry.
Début 1978, peu avant les élections, il quitta le Cook Islands Party pour fonder avec Raui Pokoati et William Estall un nouveau parti, le Unity Party. Il se présenta cette fois-ci dans la circonscription de Puaikura. Il y obtint 37 voix ce qui selon les mauvaises langues, représentait moins que le nombre de membres de sa famille vivant dans la circonscription
Peu après ces déboires politiques, Joe Williams décida d'émigrer en Nouvelle-Zélande où il continua d'exercer sa profession de médecin. En 1993, il rejoignit à nouveau le Cook Islands Party. L'année suivante il fut élu dans la circonscription outre-mer (overseas constituency) succédant à ce siège à Iaveta Arthur. Il participa au gouvernement de Geoffrey Henry en tant que Ministre de la santé. Bien que réélu aux élections de juin 1999 une nouvelle fois sous l'étiquette du Cook Islands Party, il fit alliance moins d'un mois plus tard avec le Democratic Party (rebaptisé depuis peu Democratic Alliance Party-DAP) de Terepai Maoate afin de renverser le gouvernement d'Henry. Finalement il fut élu à la tête du gouvernement le 29 juillet par 13 voix contre 12. Williams se maintint à la tête de cette fragile coalition moins de cinq mois. Le 18 novembre son gouvernement fut à son tour renversé, beaucoup lui reprochant de passer plus de temps en Nouvelle-Zélande que dans son pays. Terepai Maoate lui succéda au poste de Premier Ministre. À la suite de l'abolition du siège outre-mer, il ne se présenta pas aux élections de septembre 2006.
En 2002, il postula pour être directeur général de l'Organisation mondiale de la santé. Sa candidature fut finalement rejetée. L'une des raisons de l'échec de sa candidature fut sans doute son implication dans la controverse Diatranz. Diatranz était une compagnie néo-zélandaise spécialisée dans la recherche pharmaceutique qui affirmait avoir mis au point un procédé permettant de soigner les personnes diabétiques souffrant d'insulino-déficience en leur implantant des cellules de porcs. Elle se proposait avec l'appui de Williams d'expérimenter son nouveau procédé aux îles Cook, l'archipel ayant l'un des taux de malades souffrant du diabète le plus élevé au monde. L'affaire fit grand bruit aux Cook, en Nouvelle-Zélande et dans la presse internationale. Outre le fait que sur un plan éthique, l'utilisation des insulaires des Cook comme cobayes humains était plus que discutable, de nombreux scientifiques pointèrent du doigt les risques de transmission de virus porcins à l'homme, raison pour laquelle ce genre de transplantation est du reste interdit dans la plupart des pays du monde. Finalement après que le gouvernement néo-zélandais eut fait pression sur Diatranz et le gouvernement des Cook qui se disait prêt à accepter la proposition, le projet fut abandonné.

### Décès
Le 13 août 2020, Joe Williams est hospitalisé à Auckland, ayant contracté le Covid-19. Il meurt de cette maladie durant la nuit du 4 au 5 septembre.